# 布魯克林 (小說)
《布魯克林》（英語：Brooklyn）是愛爾蘭作家柯姆·托賓於2009年的長篇小說。2012年，《觀察家報》稱它為「十本最佳歷史小說」之一。

## 故事簡介
1950年代，愛爾蘭經濟蕭條，來自南方小鎮的艾莉絲（Eilis Lacey），與許多同齡女孩一樣，必須離家去外地掙錢。在姊姊的安排下她將隻身前往美國，她別無選擇。告別親人和家鄉，艾莉絲在紐約布魯克林區的寄宿人家落腳。擁擠的城市、大批的移民、人生地不熟，加上女室友間微妙的猜疑妒忌，思鄉之情與寂寞無助總在夜深人靜時將她淹沒。然而，日復一日白天工作、晚上進修，帶來全新的生活節奏，她學會在陌生城市中上教堂聚會、跳舞，有了新的朋友，認識男孩子，進而發展更親密的關係……就在離鄉背景的痛楚漸漸遠離時，艾莉絲接聞一椿噩耗，她必須回去愛爾蘭。返鄉的她，全身帶有一種美國式的魅力，艾莉絲發覺在布魯克林的生活改變了她，卻也意外發現，有一部分的自己竟想留在家鄉。然而，她終究必須在愛爾蘭與布魯克林之間，做出攸關她未來人生的重大抉擇。

## 獎項
《布魯克林》獲得2009年科斯塔圖書獎，也被入圍2011年國際IMPAC都柏林文學獎及2009年布克獎。

## 改編電影
同名改編電影於2015年公映，導演是約翰·克勞利，主演是瑟夏·羅南、當勞·格利遜和艾莫里·高肯。